# Tócsaszitakötő
A tócsaszitakötő (Leucorrhinia caudalis) az egyenlőtlen szárnyú vagy nagy szitakötők egy Magyarországon fokozottan védett faja.

## Elterjedése
Európa középső részén, egy keskeny sávban honos, elterjedésének súlypontja Közép-Európa északi sávjába tehető. Meglehetősen ritka, élőhelye szétdarabolódott, nagy valószínűséggel egyike az Európa és talán az egész Nyugat Palearktikum egyik leginkább veszélyeztetett szitakötőinek.
Az alábbi országokban honos: Ausztria, Belgium, Csehország, Észtország, Fehéroroszország, Finnország, Franciaország, Hollandia, Horvátország, Lengyelország, Lettország, Litvánia, Luxemburg, Magyarország, Montenegró, Németország, Norvégia, Oroszország, Svédország, Szerbia, Szlovákia, Szlovénia, Ukrajna.
Magyarországon mára több előzően ismert élőhelyéről eltűnt és már csak a Tisza és a Dráva mentén található holtágakban és kavicsbányatavakban találhatóak kisebb, elszigetelt populációi.
A faj leginkább a kevésbé sekély, gazdag hínárnövényzettel (sok esetben tócsagazvirágúakkal) benőtt, kisvizek lakója. Kedvelt élőhelyei a holtágak, morotvák, nagyobb állóvizek növénydús öblei, valamint a növényzetben gazdag kavicsbányatavak. Az elalgásodott, megritkult növényzetű vizekből kiszorul.

## Megjelenése
A hím szinte semmi más Magyarországon élő fajjal nem téveszthető össze: jellegzetes faji bélyeg a kifehéredő szárnyjegy és szárnycsúcs, a potroh elülső felének fehéres, hamvas, bevonata, valamint a fehér potrohfüggelék.
Lárvái erősen tüskézettek.

## Életmódja
A tócsaszitakötő a kétéves fejlődésű, korán kibújó, szinkronizáltan kelő szitakötők közé tartozik.

## Veszélyeztető tényezők
Első számú veszélyeztető tényező az élőhelyek elvesztése, leromlása: a folyók szabályozása miatt szinte teljesen megszűnt az új holtágak, morotvák keletkezésének lehetősége, a régebbieket pedig az eutrofizáció, savasodás, feltöltődés, esetleg halasítás, vagy más hasznosítás tesz a faj számára kedvezőtlenné.